# Čechy pod Kosířem
Čechy pod Kosířem è un comune della Repubblica Ceca facente parte del distretto di Prostějov, nella regione di Olomouc.

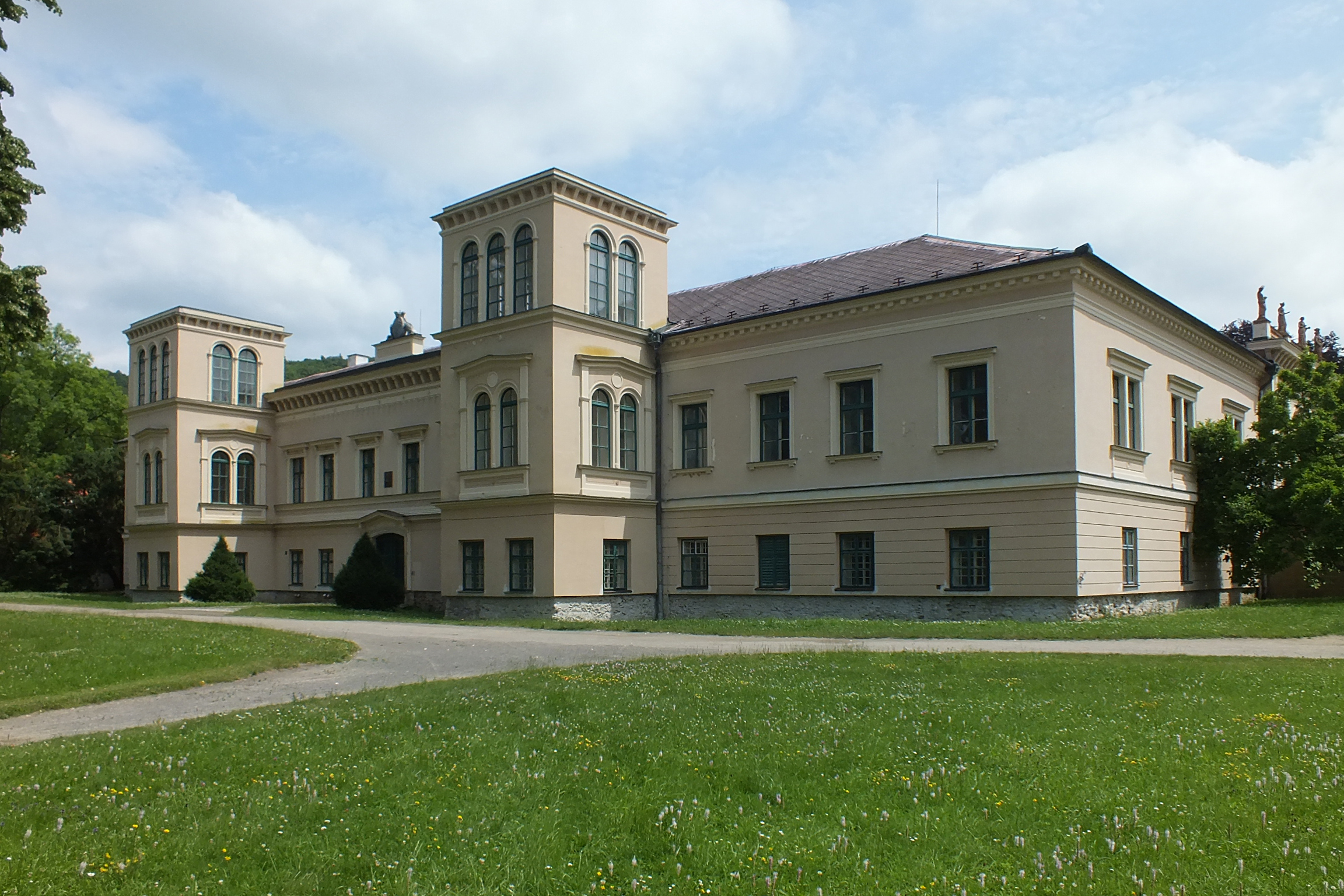
Facciata del castello

## Il castello di Čechy pod Kosířem
Il castello era stato dapprima edificato in forme barocche, ma venne ricostruito dalla famiglia Sylva-Tarouca negli anni 1839-1848 in stile impero.
Di notevole interesse è, all'interno, la sala commemorativa del pittore praghese Josef Mánes (1820-1871), che durante un ventennio fu più volte ospite del castello e vi realizzò più di cento dipinti.
Anche il parco presenta un interesse naturalistico e paesaggistico.